# Трифонов Михайло Михайлович
Миха́йло Миха́йлович Три́фонов (* 13 серпня 1952, Миргород, Полтавська область) — доктор технічних наук, заслужений машинобудівник Російської Федерації, генеральный директор ЗАТ науково-виробничого підприємства «Істок-Система» (рос. ЗАО НПП «Исток-Система»).

## Біографія
Трифонов Михайло народився в місті Миргороді в 1952 році. Закінчив Московський інститут електронного машинобудування за спеціальністю «прикладна математика». Починаючи з 1975 року працює у НВО «Істок», Фрязіно Московської області. Без відриву від виробництва він завершив аспірантуру при НВО «Істок» і захистив дисертацію на здобуття наукового ступеня кандидата технічних наук.
З 1993 року очолює новостворене науково-виробниче підприємство «Істок-Система».
У 2007 році Трифонову присвоєно почесне звання «Заслужений машинобудівник РФ».

## Науково-технічна діяльність

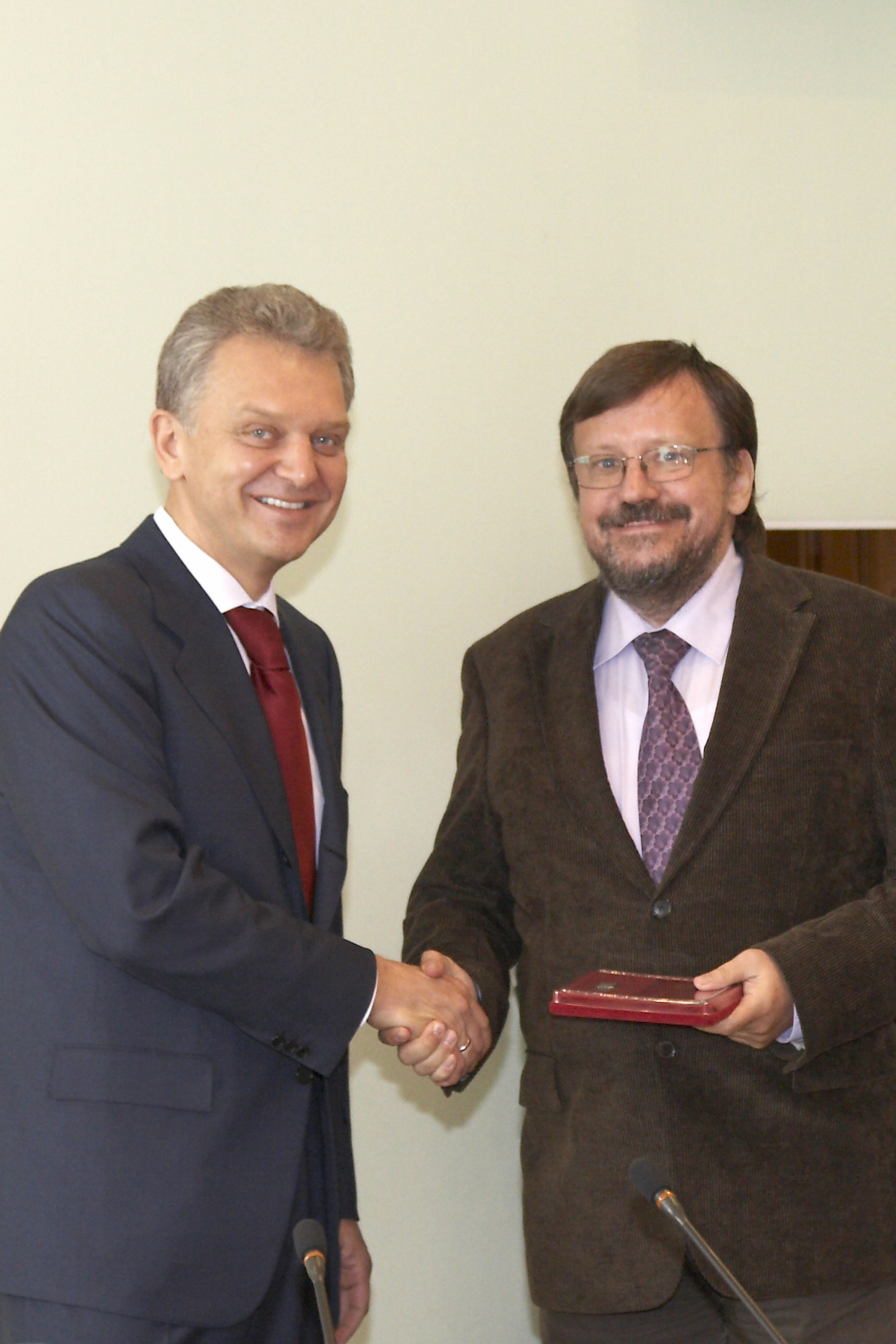
Міністр промисловості і енергетики Росії Віктор Христенко (зліва) вітає Михайла Трифонова з присвоєнням звання «Заслужений машинобудівник РФ»

Під час роботи у НВО «Істок» у 1980-х рокахнаукові інтереси Трифонова включали питання створення систем автоматизованого проектування радіоелектронної апаратури.
Після переходу в НПП «Істок-Система» його наукові інтереси сконцентрувалися на проблемах розробки нових медичних приладів і апаратів. Під його керівництвом розроблені і розробляються прилади сімейства «Гастроскан»: багатомісний ацидогастрометр «Гастроскан-5М», добовий ацидогастромонітор «Гастроскан-24», гастрокардіомонітор «Гастроскан-ЕКГ», прилад для спільної електрогастроентерографіі та внутрішньошлункової рН-метрії «Гастроскан-ГЕМ», прилади для перфузійної манометріі «Гастроскан-Д».
Трифонов є автором (співавтором) більше, ніж 125 наукових праць і винаходів.
За розробку і впровадження технологій діагностики, лікування та реабілітації хворих з розладами сну Постанови Уряду Російської Федерації за 16 лютого 2004 № 85 Трифонову присуджена премія Уряду Російської Федерації в галузі науки і техніки за 2003 рік.
Трифонов — член редакційної колегії журналу „Електронна техніка. Серія 1 «НВЧ-техніка»“ включеного до переліку провідних рецензованих наукових журналів і видань Вищої атестаційної комісії Росії, в яких публікуються основні наукові результати дисертації на здобуття наукового ступеня доктора і кандидата наук.

## Впровадження робіт Трифонова М. М. в Україні
Розроблені під керівництвом Трифонова діагностичні прилади застосовуються як провідними гастроентерологічними лікувально-профілактичними установами Росії,  так і України. Зокрема, з ними працюють: ДУ «Інститут терапії імені Л. Т. Малої АМН України», Київська медична академія післядипломної освіти ім. П.Л.Шупика,  ДУ «Інститут загальної та невідкладної хірургії АМН України», Донецький державний медичний університет ім. М. Горького, санаторій «Миргород» МВС України, санаторії курорту Моршин та інші.

## Робота в органах місцевого самоврядування
М. М. Трифонов з 2001 року — депутат Ради депутатів «міста науки» (рос. наукоград) Фрязіно. Будучи депутатом двох останніх скликань, він обидва разів обирався головою комісії з економічного розвитку.
Згідно з російським законодавством, міста зі статусом «місто науки», мають ще один орган місцевого самоврядування — Рада директорів науково-технічного комплексу. Указом Президента Росії очолюване Трифонова НВП «Істок-Система» віднесена до числа підприємств, що утворюють науково-технічний комплекс «міста науки» Фрязіно та Рішенням Ради депутатів Трифонов включений до складу Ради директорів науково-технічного комплексу наукогради.